# Kościół Najświętszej Maryi Panny Częstochowskiej w Szumowie
Kościół Najświętszej Maryi Panny Częstochowskiej – rzymskokatolicki kościół parafialny należący do dekanatu Zambrów diecezji łomżyńskiej.

## Historia
Obecna świątynia została zbudowana w 1867 roku dzięki staraniom księdza Tumossa i nosiła wezwanie Nawiedzenia Najświętszej Maryi Panny. W latach 1978–1979 budowla została znacznie rozbudowana dzięki staraniom księdza proboszcza Mariana Czerwińskiego. W dniu 26 września 1980 roku świątynia została pobłogosławiona przez biskupa łomżyńskiego Mikołaja Sasinowskiego pod nowym wezwaniem Najświętszej Maryi Panny Częstochowskiej, od którego także wzięła swój tytuł parafia. Budowla została konsekrowana w dniu 5 października 1986 roku przez biskupa łomżyńskiego Juliusza Paetza. W latach 1995–2000 dzięki staraniom księdza proboszcza Mariana Czerwińskiego została wyremontowana elewacja zewnętrzna świątyni.

## Architektura
Jest to świątynia jednonawowa, orientowana, wzniesiona w stylu neobarokowym, posiadająca boczną neobarokową wieżę i prosty, kwadratowy portyk, wnętrze dzielą wysokie półkoliste wnęki arkadowe. Budowla nakryta jest dwuspadowym, blaszanym dachem. Strop kościoła jest płaski, natomiast okna nawy są zamknięte łukiem odcinkowym. Wewnątrz budowli są umieszczone trzy ołtarze w stylu neoklasycystycznym, wykonane w 1868 roku.